# Sečanj
Sečanj (izvirno srbsko Сечањ; madžarsko Szécsány oz. Torontálszécsány; nemško Setschan oz. Petersheim) je naselje v Srbiji, ki je središče istoimenske občine; slednja pa je del Srednjebanatskega upravnega okraja.

## Demografija
V naselju živi 2128 polnoletnih prebivalcev, pri čemer je njihova povprečna starost 40,4 let (38,6 pri moških in 42,0 pri ženskah). Naselje ima 975 gospodinjstev, pri čemer je povprečno število članov na gospodinjstvo 2,71.
To naselje je, glede na rezultate popisa iz leta 2002, večinoma srbsko, a v času zadnjih treh popisov je opazno zmanjšanje števila prebivalcev.
|  |

| Demografija | Demografija     | Demografija     |
| Leto        | Št. prebivalcev | Št. prebivalcev |
| ----------- | --------------- | --------------- |
|             |                 |                 |
|             |                 |                 |
|             |                 |                 |
|             |                 |                 |
| 1948        | 2680            |                 |
| 1953        | 2862            |                 |
| 1961        | 2868            |                 |
| 1971        | 2935            |                 |
| 1981        | 2747            |                 |
| 1991        | 2688            | 2637            |
| 2002        | 2770            | 2647            |
|             |                 |                 |

| Etnična sestava po popisu iz leta 2002 | Etnična sestava po popisu iz leta 2002 | Etnična sestava po popisu iz leta 2002 | Etnična sestava po popisu iz leta 2002 | Etnična sestava po popisu iz leta 2002 |
| -------------------------------------- | -------------------------------------- | -------------------------------------- | -------------------------------------- | -------------------------------------- |
| Srbi                                   | Srbi                                   |                                        | 2.392                                  | 90,36%                                 |
| Romi                                   | Romi                                   |                                        | 135                                    | 5,10%                                  |
| Romuni                                 | Romuni                                 |                                        | 19                                     | 0,71%                                  |
| Črnogorci                              | Črnogorci                              |                                        | 14                                     | 0,52%                                  |
| Madžari                                | Madžari                                |                                        | 14                                     | 0,52%                                  |
| Hrvati                                 | Hrvati                                 |                                        | 10                                     | 0,37%                                  |
| Jugoslovani                            | Jugoslovani                            |                                        | 4                                      | 0,15%                                  |
| Makedonci                              | Makedonci                              |                                        | 2                                      | 0,07%                                  |
| Bolgari                                | Bolgari                                |                                        | 2                                      | 0,07%                                  |
| Ukrajinci                              | Ukrajinci                              |                                        | 1                                      | 0,03%                                  |
| Rusi                                   | Rusi                                   |                                        | 1                                      | 0,03%                                  |
| Nemci                                  | Nemci                                  |                                        | 1                                      | 0,03%                                  |
| Neznano                                | Neznano                                |                                        | 10                                     | 0,37%                                  |